# Caviceps punctipennis
Caviceps punctipennis är en tvåvingeart som först beskrevs av Oswald Duda 1934.  Caviceps punctipennis ingår i släktet Caviceps och familjen fritflugor. Inga underarter finns listade i Catalogue of Life.